# 77 Friga
77 Friga (mednarodno ime 77 Frigga) je velik asteroid tipa M v glavnem asteroidnem pasu. 

## Odkritje
Asteroid je odkril Christian Heinrich Friedrich Peters (1813 – 1890) 12. novembra 1862.. Asteroid je poimenovan po boginji Frigi iz nordijske mitologije. 

## Lastnosti
Asteroid Friga obkroži Sonce v 4,36 letih. Njegova tirnica ima izsrednost 0,133, nagnjena pa je za 2,433° proti ekliptiki. Njegov premer je 69,2 km, okrog svoje osi pa se zavrti v 9,012 urah .